# Heldarstindur
Heldarstindur är ett berg i Färöarna (Kungariket Danmark).   Det ligger i sýslan Vága sýsla, i den centrala delen av landet, 19 km väster om huvudstaden Tórshavn. Toppen på Heldarstindur är 141 meter över havet. Heldarstindur ligger på ön Vágar.
Terrängen runt Heldarstindur är kuperad. Havet är nära Heldarstindur åt sydost.  Närmaste större samhälle är Tórshavn, 18,7 km öster om Heldarstindur. 